# Gorik Gardeyn
Gorik Gardeyn (Tielt, 17 maart 1980) is een voormalig Belgisch wielrenner.

## Carrière
Gardeyn begon zijn professionele wielercarrière in 2001 bij de ploeg Lotto-Adecco. Zijn opvallendste resultaten zijn de winst in de Classic Haribo en de Omloop van het Waasland in 2005. In 2006 werd hij winnaar van de Nationale Sluitingsprijs.
In 2009 liep Gardeyn een sleutelbeenbreuk op in de Ronde van Turkije. In de Eneco Tour van dat jaar viel hij opnieuw en brak een aantal ribben en een schouderblad. In dezelfde periode kreeg hij te horen dat zijn contract bij Silence-Lotto niet werd verlengd. Vervolgens reed Gardeyn twee seizoenen voor Vacansoleil. Vanaf 2012 was hij nog enkele jaren actief bij kleinere ploegen, zoals het Chinese Team Champion System. Hij sloot in 2016 zijn carrière af bij Superano Ham-Isorex.

## Overwinningen
2000
- Omloop Het Volk, Beloften zonder contract

2001
- 4e etappe Ronde van Denemarken

2005
- Classic Haribo
- Omloop van het Waasland

2006
- Nationale Sluitingsprijs

2007
- 2e etappe Ronde van België

## Belangrijkste ereplaatsen
2001
- 8e in GP Fourmies

2002
- 3e in Nationale Sluitingsprijs
- 2e in GP Rudy Dhaenens
- 9e in GP Jef Scherens
- 4e in Rund um Köln

2003
- 4e in Omloop Mandel-Leie-Schelde
- 5e in Kampioenschap van Vlaanderen

2004
- 2e in Omloop Mandel-Leie-Schelde
- 2e in de 1e etappe Ronde van Oostenrijk
- 10e in GP Rudy Dhaenens
- 2e in Omloop van het Waasland
- 3e in Brussel - Ingooigem

2005
- 1e Omloop van het Waasland

2006
- 5e in Parijs-Brussel
- 5e in Ronde van Midden-Zeeland

2008
- 6e Dwars door Vlaanderen

## Resultaten in voornaamste wedstrijden
| Jaar | Ronde van Italië | Ronde van Frankrijk | Ronde van Spanje |
| ---- | ---------------- | ------------------- | ---------------- |
| 2002 |                  |                     |                  |
| 2003 |                  |                     |                  |
| 2004 | 125e             |                     |                  |
| 2005 |                  |                     |                  |
| 2006 |                  |                     |                  |
| 2007 |                  |                     |                  |
| 2008 |                  |                     |                  |
| 2010 |                  |                     |                  |
| 2011 |                  |                     |                  |

| Jaar | Milaan-San Remo | Gent-Wevelgem | Ronde van Vlaanderen | Parijs-Roubaix | Parijs-Brussel | Parijs-Tours | Dwars door Vlaanderen |  | Wereldranglijsten |
| ---- | --------------- | ------------- | -------------------- | -------------- | -------------- | ------------ | --------------------- |  | ----------------- |
| 2002 |                 | 59e           |                      | 34e            | 19e            | 43e          | 19e                   |  |                   |
| 2003 | 126e            |               |                      |                |                | 139e         |                       |  |                   |
| 2004 |                 |               |                      |                | 29e            | 66e          |                       |  |                   |
| 2005 |                 |               |                      | 57e            | 14e            |              |                       |  |                   |
| 2006 |                 |               |                      |                | 5e             | 18e          |                       |  |                   |
| 2007 | 112e            | 35e           | 22e                  |                | 13e            |              | 37e                   |  |                   |
| 2008 |                 |               |                      |                |                |              | 6e                    |  |                   |
| 2010 |                 |               |                      | 45e            | 13e            | 118e         |                       |  | 264e (UWK)        |
| 2011 |                 | 144e          |                      |                | 64e            |              |                       |  |                   |